# Provinz Purús
Die Provinz Purús liegt in der Region Ucayali im Osten von Peru. Die Provinz hat eine Fläche von 17.848 km². Beim Zensus 2017 lebten 2.860 Menschen in der Provinz. Im Jahr 1993 lag die Einwohnerzahl bei 2532, im Jahr 2007 bei 3746. Verwaltungssitz ist das im Nordwesten der Provinz am Fluss Río Purús gelegene Puerto Esperanza. Der Nationalpark Alto Purús erstreckt sich über einen Großteil der Provinz.

## Geographische Lage
Die Provinz Purús liegt im Südosten der Region Ucayali. Sie erstreckt sich über das Amazonastiefland. Sie besitzt eine Längsausdehnung in SW-NO-Richtung von etwa 260 km. Der Oberlauf des Río Purús (Río Alto Purús) durchfließt die Provinz in nordöstlicher Richtung und entwässert einen Großteil der Provinz. Lediglich der Nordosten der Provinz liegt im Einzugsgebiet des Rio Juruá.
Die Provinz Purús grenzt im Norden und im Osten an Brasilien, im Süden an die Provinz Tahuamanu (Region Madre de Dios) sowie im Westen an die Provinz Coronel Portillo.

## Verwaltungsgliederung
Die Provinz Purús besteht aus einem einzigen Distrikt: Purús.